# فيديريكو باريتو
فيديريكو باريتو (بالإسبانية: Federico Barreto)‏ هو كاتب وصحفي وشاعر بيروفي، ولد في 1862 في تاكنا في بيرو، وتوفي في 1929 في مارسيليا في فرنسا.

## وصلات خارجية
- فيديريكو باريتو على موقع ميوزك برينز (الإنجليزية)